# Philotheus Böhner
Philotheus Böhner OFM (* 17. Februar 1901 in Lichtenau als Heinrich Böhner; † 22. Mai 1955 St. Bonaventure, Allegany County (New York); englische Schreibweise: Boehner) war römisch-katholischer Franziskaner, Priester, Philosoph und Botaniker.

## Leben
Heinrich Böhner kam als letztes von acht Kindern der Eheleute Franz-Josef Böhner (Amtsbürgermeister und Bauer) und Maria geb. Wiemers in Lichtenau in Westfalen zur Welt. Bei seinem Eintritt in die Sächsische Franziskanerprovinz (Saxonia) im Jahr 1920 erhielt er den Ordensnamen Philotheus. Seine Ordensgelübde legte er 1921 ab. Er studierte Philosophie und Theologie in Dorsten, Paderborn, Münster und München. 1927 wurde er zum Priester geweiht. Nach seiner Priesterweihe erkrankte er an Tuberkulose. Während der langen Zeit seiner Genesung begann er mit Mittelalterstudien und Übersetzungen. Nach seiner Gesundung absolvierte er von 1929 bis 1933 in Münster ein Promotionsstudium in Biologie und erlangte mit einer Dissertation Zum Problem der thermonastischen Bewegungen der Tulpenblüte den Titel eines Dr. rer. nat. Während seiner Tätigkeit als Lektor an den Studienhäusern der Saxonia in Exaten bei Roermond (1928/29), Werl und Dorsten (1933–1939 Dozent für Philosophie) verbrachte er wiederholt Studienaufenthalte in Rom, Paris und an der Ordenshochschule des Franziskanerordens in Quaracchi bei Florenz. 1939 ging er nach Nordamerika, wo die Franziskaner der Sächsischen Provinz seit dem 19. Jahrhundert tätig waren. Auf Einladung von Etienne Gilson lehrte er zunächst Paläographie am Pontifical Institute of Medieval Studies in Toronto (Kanada) und wirkte dann ab 1940 bis zu seinem Tod 1955 als Professor der mittelalterlichen Philosophie am St. Bonaventure College, ab 1951 St. Bonaventure University der Franziskaner in Allegany (N. Y.). Dort begründete er 1944 die Franciscan Institute Publications, worin er verschiedene Publikationsreihen bündelte. Er lehrte Logik, Erkenntnistheorie, Psychologie, mittelalterliche Philosophie und gelegentlich Botanik an der biologischen Abteilung der Hochschule.
Seine wissenschaftlichen Tätigkeitsschwerpunkte lagen auf dem Gebiet der Geschichte der Philosophie des Mittelalters, vor allem der Logik. Er forschte über Walter Burleigh und bereitete eine historisch-kritische Edition der Werke des Franziskanertheologen Wilhelm von Ockham vor, die dann in 17 Bänden zwischen 1967 und 1988 erschien. Zudem übersetzte er mehrere Werke des französischen Philosophiehistorikers Etienne Gilson ins Deutsche und veröffentlichte zahlreiche Aufsätze in wissenschaftlichen Sammelwerken und Zeitschriften wie Encyclopædia Britannica, Recherches de theologie ancienne et medievale, Franziskanische Studien/Franciscan Studies und Rivista di filosofia neo-scolastica. Daneben war er auf dem Gebiet der Bryologie tätig, legte eine Sammlung von Moosen an und veröffentlichte einschlägige Artikel.

## Werke
- Zum Problem der thermonastischen Bewegungen der Tulpenblüte. Sonderabdruck der Deutschen Botanischen Gesellschaft, 1932 Band L Heft 4, ausgegeben am 26. Mai 1932 (= Dissertation).
- Vom Adel des Menschengeistes. Warendorf 1936.
- Die Geschichte der christlichen Philosophie von ihren Anfängen bis Nikolaus von Cusa. Schöningh, Paderborn 1937;  (mit Etienne Gilson)
- Medieval Logic. An outline of its development from 1250 to ca. 1400. Manchester/Chicago/Toronto 1952.
- Works / Bonaventure Saint. Ed. by Philotheus Boehner & Frances Laughlin. 2 Bde., The Franciscan Institute Saint Bonaventure University, Saint Bonaventure, N. Y. 1955/1956.
- Collected Articles on Ockham. (Hrsg. von Eligius Buytaert) S. Bonaventure 1958.